# Росаріо Сентраль
Роса́ріо Сентра́ль (ісп. Club Atlético Rosario Central) — аргентинський спортивний клуб з міста Росаріо. Заснований 24 грудня 1889 року з працівників Центральної залізниці Аргентини (ісп. Ferrocarril Central Argentino) та є одним з найстаріших клубів Аргентини. 
Має футбольну команду з 1905 року, яка з 1939 року грала у Першому дивізіоні чемпіонату Аргентини. З 2010 року грає у другому дивізіоні. Класичним супротивником «Росаріо Сентраль» є команда «Ньюеллс Олд Бойз‎‎». Дербі цих клубів має назву Класіко Росаріо. За опитуваннями громадської думки 2010 року «Росаріо Сентраль» є шостою футбольною командою Аргентини за кількістю вболівальників.

## Здобутки
- Чемпіон Аргентини:
  - Перший дивізіон (4): Nacional 1971, Nacional 1973, Nacional 1980 і 1986/87[4]
  - Другий дивізіон (3): 1942, 1951 і 1985[5]
- Кубок КОНМЕБОЛ: 1995
- Кубок Аргентини: 2018

## Найвідоміші гравці
- Маріо Кемпес * Анхель ді Марія

## Інші види спорту
Окрім футболу, спортивний клуб «Росаріо Сентраль» має команди з таких видів спорту:
- баскетбол
- волейбол
- гімнастика
- плавання
- гребля на байдарках і каное
- карате
- тхеквондо
- дзюдо
- бокс
- фігурне катання
- хокей на траві